# Булатово (Челябинская область)
Булатово — деревня в Уйском районе Челябинской области России. Входит в состав Соколовского сельского поселения.

## География
Деревня находится в центральной части области, в лесостепной зоне, на берегах реки Увельки, на расстоянии 30 километров по прямой к северо-востоку от села Уйского, административного центра района. Абсолютная высота 287 метров над уровнем моря.
Часовой пояс
Деревня Булатово, как и вся Челябинская область, находится в часовой зоне МСК+2. Смещение применяемого времени относительно UTC составляет +5:00.

## Население
| 2002 | 2010 |
| ---- | ---- |
| 601  | ↘553 |

Гендерный состав
По данным Всероссийской переписи населения 2010 года в гендерной структуре населения мужчины составляли 49,7 %, женщины 50,3 %.
Национальный состав
Согласно результатам переписи 2002 года, в национальной структуре населения башкиры составляли 89 %.

## Улицы
Уличная сеть деревни состоит из четырёх улиц.

## Религия
Мечети
- Мечеть